# اوا ماریا پراخت
اوا ماریا پراخت (انگلیسی: Eva Maria Pracht; ۲۹ ژوئن ۱۹۳۷ – ۱۵ فوریهٔ ۲۰۲۱) ورزشکار اهل کانادا بود.
وی در مسابقات کشوری و بین‌المللی در مجموع برندهٔ ۱ مدال طلا، ۱ مدال برنز شده‌است.